# Список 1 (химическое оружие)
Спи́сок 1 Приложения по химикатам к Конвенции о запрещении химического оружия — перечень химических соединений, используемых как химическое оружие или используемых для изготовления химического оружия и не имеющих или имеющих очень мало применений, кроме боевого.
Они могут изготовляться и использоваться для исследовательских, медицинских и фармацевтических целей или проверки защиты от химического оружия, но производство более 100 грамм в год должно декларироваться в ОЗХО в соответствии с Частью VI «Приложения о проверках». Государство ограничено владением максимум одной тонной этих веществ.
Они делятся на вещества Части А, являющиеся химикатами, способными использоваться непосредственно как химическое оружие, и вещества Части Б, являющиеся прекурсорами в производстве химического оружия. Примерами таких соединений могут быть: серный иприт, фосфорорганические нейротоксины и вещества, используемые для их непосредственного синтеза. Некоторые из этих веществ имеют невоенные применения, как, например, азотистые иприты, используемые для лечения рака.
Химикаты, способные использоваться как химическое оружие, но имеющие и многочисленные мирные применения, перечислены в Списке 2 и Списке 3 этой конвенции.
Эти списки не составляют определения химического оружия.

## Пояснения к Списку 1
Для включения вещества или его прекурсора в Список 1 должны учитываться следующие критерии:
- оно разрабатывалось, производилось, накапливалось или применялось как химическое оружие, как это определено в Статье II конвенции;
- оно представляет иным образом высокий риск для предмета и цели конвенции в силу того, что оно обладает большим потенциалом для использования в рамках деятельности, запрещаемой по конвенции, при соблюдении одного или нескольких из следующих условий:
  - его химическая структура тесно связана со структурой других токсичных химикатов из Списка 1, и оно обладает или предположительно может обладать сравнимыми свойствами;
  - оно обладает такой летальной или инкапаситирующей токсичностью, а также такими другими свойствами, что оно может быть использовано в качестве химического оружия;
  - оно может использоваться в качестве прекурсора на конечной единичной технологической стадии производства токсичного химиката, включенного в Список 1, независимо от того, имеет ли место эта стадия на объектах, в боеприпасах или где-либо ещё;
- оно имеет мало или не имеет вообще применений, не запрещённых этой конвенцией.

«Диалкил (Me, Et, i-Pr или n-Pr)» в описаниях означает любую из комбинаций: диметил, метилэтил, метилпропил, метилизопропил, диэтил, этилпропил, этилизопропил, дипропил, пропилизопропил, диизопропил.

## A: Отравляющие вещества
(1) O-алкил ({\displaystyle \mathrm {\leqslant C_{10}} ,} включая циклоалкилы) алкил (Me, Et, i-Pr или n-Pr)-фторфосфонаты, например:
зарин: О-изопропилметилфторфосфонат;
зоман: О-пинаколилметилфторфосфонат;
(2) O-алкил ({\displaystyle \mathrm {\leqslant C_{10}} ,} включая циклоалкилы) N,N-диалкил (Me, Et, i-Pr или n-Pr)-амидоцианфосфаты, например:
Табун: О-этил-N,N-диметиламидоцианфосфат;
(3) O-алкил (H или {\displaystyle \mathrm {\leqslant C_{10}} ,} включая циклоалкилы) S-2-диалкил (Me, Et, i-Pr или n-Pr)-аминоэтилалкил (Me, Et, i-Pr или n-Pr) тиофосфонаты и соответствующие алкилированные или протонированные соли, например:
VX: О-этил-S-2-диизопропиламиноэтилметил-тиофосфонат.
(4) Сернистые иприты:
2-хлорэтилхлорметилсульфид;
Иприт: бис(2-хлорэтил)сульфид;
Бис(2-хлорэтилтио)метан;
Сесквииприт: 1,2-бис(2-хлорэтилтио)этан;
1,3-бис(2-хлорэтилтио)-n-пропан;
1,4-бис(2-хлорэтилтио)-n-бутан;
1,5-бис(2-хлорэтилтио)-n-пентан;
бис(2-хлорэтилтиометил)эфир;
Кислородный иприт: бис(2-хлорэтилтиоэтил)эфир;
(5) Люизиты:
Люизит 1: 2-хлорвинилдихлорарсин;
Люизит 2: бис(2-хлорвинил)хлорарсин;
Люизит 3: три(2-хлорвинил)арсин;
(6) Азотистые иприты:
HN1: бис(2-хлорэтил)этиламин;
HN2: бис(2-хлорэтил)метиламин;
HN3: три(2-хлорэтил)амин;
(7) Сакситоксин;
(8) Рицин;
(13) Р-алкил (H или {\displaystyle \mathrm {\leqslant C_{10}} ,} включая циклоалкилы) N-(1-(диалкил({\displaystyle \mathrm {\leqslant C_{10}} ,} включая циклоалкилы)амино))алкилиден(H или {\displaystyle \mathrm {\leqslant C_{10}} ,} включая циклоалкилы) амидофторфосфонаты и соответствующие алкилированные или протонированные соли, например,
N-(1-(ди-n-дециламино)-n-децилиден)-P-дециламидофторфосфонат;
метил-(1-(диэтиламино)этилиден)амидофторфосфонат (также известно как А-230);
(14) O-алкил (H или {\displaystyle \mathrm {\leqslant C_{10}} ,} включая циклоалкилы) N-(1-(диалкил({\displaystyle \mathrm {\leqslant C_{10}} ,} включая циклоалкилы)амино))алкилиден(H или {\displaystyle \mathrm {\leqslant C_{10}} ,} включая циклоалкилы) амидофторфосфаты и соответствующие алкилированные или протонированные соли, например,
O-n-децил N-(1-(ди-n-дециламино)-n-децилиден)амидофторфосфат;
метил (1-(диэтиламино)этилиден)амидофторфосфат (также известно как А-232;
этил (1-(диэтиламино)этилиден)амидофторфосфат (также известно как А-234;
(15) Метил-(бис(диэтиламино)метилен)амидофторфосфонат (также известно как А-242);
(16) Карбаматы (четвертичные и бисчетвертичные диметилкарбамоилоксипиридины):
Четвертичные диметилкарбамоилоксипиридины:
1-[N,N-диалкил({\displaystyle \mathrm {\leqslant C_{10}} })-N-(n-(гидроксил, циано, ацетокси)алкил({\displaystyle \mathrm {\leqslant C_{10}} })) аммонио]-n-[N-(3-диметилкарбамокси-α-пиколинил)-N,N-диалкил({\displaystyle \mathrm {\leqslant C_{10}} }) аммонио]декандибромид (n = 1—8),	
например, 1-[N,N-диметил-N-(2-гидрокси)этиламмонио]-10-[N-(3-диметилкарбамокси-α-пиколинил)-N,N-диметиламмонио]декандибромид
Бисчетвертичные диметилкарбамоилоксипиридины: 
1,n-бис[N-(3-диметилкарбамокси-α-пиколил)-N,N-диалкил({\displaystyle \mathrm {\leqslant C_{10}} }) аммонио]-алкан-(2,(n−1)-дион) дибромид (n = 2—12),
например, 1,10-бис[N-(3-диметилкарбамокси-α-пиколил)-N-этил-N-метиламмонио]декан-2,9-диондибромид.

## B: Прекурсоры
(9) Алкил (Me, Et, i-Pr или n-Pr)фосфонилдифториды, например:
DF: Метилфосфонилдифторид;
(10) O-алкил (H или {\displaystyle \mathrm {C\leqslant C_{10}} ,} включая циклоалкилы)-О-2-диалкил (Me, Et, n-Pr или i-Pr)-аминоэтилалкил (Me, Et, n-Pr или i-Pr)фосфониты и соответствующие алкилированные или протонированные соли, например:
QL: О-этил-О-2-диизопропиламиноэтил-метилфосфонит;
(11) Хлорозарин: О-изопропилметилхлорфосфонат;
(12) Хлорозоман: О-пинаколилметилхлорфосфонат.